# The Invention of Art
The Invention of Art ("Uppfinnandet av konsten") är en bok från 2001 av den amerikanske konsthistorikern Larry Shiner. Den kartlägger konstbegreppets uppkomst på 1700-talet, då idén om de sköna konsterna formulerades, och hur det med tiden trängde undan den syn på estetiska hantverk som historiskt hade varit dominerande.

## Mottagande
Mitch Avila recenserade boken för The Journal of Aesthetics and Art Criticism, och skrev: "Shiner beskriver träffande sitt narrativ som ett där målet är att läka de onödiga frakturer i begreppen konst och konstutövning som betecknar den samtida konstvärlden. ... Genom att visa att det essentialistiska konstbegreppet, med dess normativa och regulativa innebörd, är en artefakt från en specifik historisk och kulturell värld, bjuder Shiner in oss att fritt besvara den mångfaldiga rikheten i människans uttryck och försköning."
David Clowney skrev 2008 för Contemporary Aesthetics: "Larry Shiner hävdar att Konst med stort K, Skön Konst, uppfanns i västvärlden på 1700-talet. Påståendet är han inte först med; han krediterar Paul Oskar Kristellers essä The modern system of the arts som inspirationskälla till sitt verk. Även andra har framfört detta påstående, bland dem Pierre Bourdieu, Paul Mattick och Terry Eagleton. Vad Shiner har tillfört är ett detaljerat belägg för Kristallers påstående, genom att använda idé-, samhälls-, kultur- och konsthistoriska metoder."